# Зов за завръщане (филм, 1990)
Вижте пояснителната страница за други значения на Зов за завръщане.
 За филма от 2012 вижте Зов за завръщане (филм, 2012).  
„Зов за завръщане“ (на английски: Total Recall) е американски научнофантастичен филм на режисьора Пол Верховен, излязъл през 1990 г. Във филма участват Арнолд Шварценегер и Шарън Стоун.
Базиран е на разказа „Ние можем да си спомним всичко вместо вас“ на Филип Дик. За времето си „Зов за завръщане“ е филмът с най-голям бюджет, произвеждан в холивудско студио.

## Сюжет
Внимание:  Текстът по-долу разкрива сюжета на произведението (или части от него)!
Какво е реалността, когато не можеш да се довериш на собствените си спомени? Дъг Куейд (Арнолд Шварценегер) живее в един футуристичен и ужасяващо истински свят през 2084 година, когато неочаквано разбира, че всичките му спомени са подменени чрез имплантиран в главата му компютърен чип. Той установява, че в миналото е бил специален агент и когато е станал неудобен за някого е бил елиминиран по този жесток начин. Но истината трябва да излезе наяве, затова героят заминава за Марс, където разчита да намери виновника. Там го чакат множество удивителни приключения, престрелки и боеве.

## Актьорски състав
| Актьор             | Роля                                                                                 |
| ------------------ | ------------------------------------------------------------------------------------ |
| Арнолд Шварценегер | Дъглас Куейд / Карл Хаузър – работник, който страда от фалшиви спомени               |
| Рейчъл Тикотин     | Мелина – приятелка на Карл Хаузър, член на Съпротивата                               |
| Шарън Стоун        | Лори Куейд – фалшива съпруга на Дъглас Куейд                                         |
| Даниел Роналд Кокс | Вилос Кохаген – ръководител на администрацията на планетата Марс                     |
| Майкъл Айрънсайд   | Рихтер – главорез на Вилос Кохаген                                                   |
| Мел Джонсън        | Бени – таксиметров шофьор на Марс                                                    |
| Маршал Бел         | Джордж / Куато – един от участниците в Съпротивата, в чието тяло живее мутанта Куато |
| Рой Броксмайт      | Д-р Еджемар – фалшив психиатър                                                       |
| Рей Бейкър         | Боб Макклейн – служител на фирма Total Recall                                        |
| Майкъл Кембъл      | Хелм – един от поддръжниците на Рихтер, специалист по шпионски устройства            |
| Розмари Дънсмор    | Д-р Лул – служителка на фирма Total Recall                                           |
| Робърт Костанцо    | Хари – фалшив приятел на Дъглас Куейд                                                |
| Марк Алаймо        | Еверет – полицейски капитан от Марс                                                  |
| Дийн Норис         | Тони – мутант от Марс                                                                |
| Деби Лий Карингтън | Палечка – собственичка на бар на Марс                                                |
| Ликия Нафф         | проститутка мутант с три гърди                                                       |

## Интересни факти
- Арнолд Шварценегер лично убеждава ръководството на компанията Carolco да купи правата за екранизация на историята на Филип Дик „Ние можем да си спомним всичко вместо вас“ за 3 милиона долара. По време на преговорите с Carolco Шварценегер се споразумява за следното: личен хонорар от 11 милиона долара (плюс 15% от приходите от наема на филма) за главната роля и „правото на вето“ при назначаването на продуцент, режисьор, сценарист и дори колегите на снимачната площадка. През 1987 г. Арнолд Шварценегер трябва да изиграе главния герой във филма „Робокоп“, но в крайна сметка ролята отива при Питър Уелър. Независимо от това Шварценегер е толкова впечатлен от работата на Пол Верховен, че продължава да работи в тясно сътрудничество с нидерландския режисьор и Верховен е поканен за филма „Зов за завръщане“ по настояване на Шварценегер.
- През 1991 г. филмът е номиниран за две награди „Оскар“ – „Най-добър звук“ и „Най-добър монтаж на звукови ефекти“, но в крайна сметка печели Оскар за „Най-добър визуални ефекти“.
- Към момента на самото започване на снимките, сценарият на филма е бил пренаписан 40 (!) пъти.
- По-голямата част от снимките се провеждат от 20 март до 23 август 1989 г. в Мексико и Мексико Сити. Поради нехигиеничните условия и лошото качество на храните, екипът на филма редовно страда от хранително отравяне, а веднъж режисьорът Верховен дори трябвало да посети спешното отделение. Арнолд Шварценегер успешно избягва храносмилателните проблеми – година по-рано участва в снимките на филма „Хищникът“, които също се провеждат в Мексико, и той знае за ниското качество на храната в тази страна и затова Шварценегер яде изключително онези храни, които са му доставени специално от САЩ.
- Футуристичната метростанция и превозни средства всъщност са част от метрото в Мексико Сити, с вагони на метро, боядисани в сиво и добавени телевизионни монитори. Интериорът на метростанциите Chabacano и Universidad и екстериорът на метростанция Insurgentes са заснети.
- По време на снимките Пол Верховен предлага Шарън Стоун да се покаже по-разголена по време на любовната си сцена с Шварценегер, но тя категорично отказва. Но една година по-късно по време на снимките на следващия филм на Верховен – „Първичен инстинкт“ – тя показва повече от достатъчно.
- За сцената с битката с Арнолд Шварценегер, Шарън Стоун отказва услугите на дубльор – известния майстор на бойните изкуства Синтия Ротрок – и изпълнява всички трикове сама, интензивно изучавайки таекуондо.
- Във филма финалът на филма се разкрива три пъти. За първи път: Боб Макклейн продава „Его-пътешествие на тайния агент“ до Куейд и казва: „Вземете момиче, убийте лошите и спасете цялата планета“. Втори път: д-р Лул хвърля компютърния чип на Куейд и казва: „Това е нещо ново. Синьо небе над Марс.“ Трети път: Куейд заплашва да застреля д-р Еджемар, а докторът подробно описва края на филма.
- Роботът таксиметров шофьор, който води Дъглас Куейд през Марс за първи път, подсвирва националния химн на Норвегия.
- Известната „тригръда проститутка от Марс“ първоначално трябвало да има четири гърди, но режисьорите смятат, че прилича твърде много на крава. По-късно самата актриса Луция Наф заявява, че снимките са били унизителни за нея, тъй като трябвало да покаже истинските си гърди.
- Името на главния герой е променено на „Дъглас Куейд“ от „Дъглас Куейл“ (което е в оригиналната история) заради вицепрезидента на САЩ Дан Куейл, чиято глупост е легендарна в пресата през 1990 г.
- Когато Куейд се бие с фалшивия си приятел Хари и хората си след посещение на офиса на Total Recall, звукът от „чупене на кости“ всъщност е звукът от чупене и усукване на целина.
- Трябват 15 кукловода, за да „съживят“ мутанта Куато (името идва от испанската дума за „близнак“) по време на снимките. Тяхната работа е толкова правдоподобна, че по-късно Маршал Бел (актьорът, играещ Куато) многократно е питан от публиката дали наистина е бил „изрод“ или е имал сиамски близнак.
- За ролята на злодеи в новия си филм Пол Верховен кани актьорите, които преди това са си сътрудничили с него във филма „Робокоп“. Къртууд Смит, който изиграва бандита Кларънс Бодикър, е планиран за ролята на главореза Рихтер, но Смит отказва ролята и тя отива при харизматичния Майкъл Айрънсайд. Докато Рони Кокс, който изиграва ролята на злодея Дик Джоунс, отново играе главния отрицателен герой Вилос Кохаген.
- През 1990 г. „Зов за завръщане“ е най-скъпият филм в историята на киното.

## Български дублажи
| Озвучаващи артисти | Наталия Бардская Даринка Митова Михаил Петров Станислав Пищалов |

| Озвучаващи артисти | Ани Василева Борис Чернев Георги Георгиев-Гого Васил Бинев |

| Озвучаващи артисти  | Христина Ибришимова Гергана Стоянова Васил Бинев Николай Николов Калин Сърменов |
| Преводач            | Полина Николова                                                                 |
| Редактор            | Елена Илиева                                                                    |
| Тонрежисьор         | Стефан Македонски                                                               |
| Режисьор на дублажа | Албена Павлова                                                                  |

| Озвучаващи артисти  | Даниела Йорданова Христина Ибришимова Христо Узунов Николай Николов Георги Георгиев-Гого Димитър Иванчев |
| Преводач            | Калина Пашовска                                                                                          |
| Тонрежисьор         | Димитър Кукушев                                                                                          |
| Режисьор на дублажа | Димитър Кръстев                                                                                          |